# Seattle Seahawks 2024
La stagione 2024 dei Seattle Seahawks è stata la 49ª della franchigia nella National Football League, la 23ª giocata nel Lumen Field (precedentemente conosciuto come CenturyLink Field) e la prima con Mike Macdonald come capo-allenatore.
Aiutata da un calendario favorevole, la squadra vinse tutte le prime tre gare. Delle successive sei partite, tuttavia, Seattle ne vinse solo una contro i Falcons. La difesa nella seconda parte della stagione mostrò dei notevoli miglioramenti e, grazie a una vittoria sui rivali dei 49ers, iniziò una striscia di quattro vittorie consecutive, che riportò la squadra in orbita playoff. Tale striscia si chiuse con due sconfitte contro due squadre che avrebbero raggiunto i playoff come Packers e Vikings. Due vittorie negli ultimi due turni fecero migliorare a Seattle il record di 9-8 della stagione precedente, salendo a 10-7. Ciò non fu sufficiente però a fare ritorno ai playoff perché la vittoria della division andò ai Rams, che terminarono anch'essi con un bilancio di 10-7 ma si aggiudicarono la NFC West in virtù di un calendario più impegnativo. I Seahawks divennero la prima squadra dai Miami Dolphins del 2020 a vincere 10 gare e a non raggiungere i playoff e divennero la prima franchigia della storia a terminare due stagioni consecutive con più vittorie che sconfitte e non raggiungere i playoff in entrambe le occasioni. A fine anno il coordinatore offensivo Ryan Grubb fu licenziato dopo una sola stagione.

## Scelte nel Draft 2024
| Scelte dei Seahawks nel Draft 2024 |        |                                       |                                       |                                       |                                       |
| Giro                               | Scelta | Giocatore                             | Ruolo                                 | College                               | Note                                  |
| 1                                  | 16     | Byron Murphy II                       | DT                                    | Texas                                 |                                       |
| 3                                  | 81     | Christian Haynes                      | OG                                    | UConn                                 | Dai New Orleans Saints                |
| 4                                  | 102    | Scambiata con i Denver Broncos        | Scambiata con i Denver Broncos        | Scambiata con i Denver Broncos        | Da Washington Commanders              |
| 4                                  | 118    | Tyrice Knight                         | LB                                    | UTEP                                  |                                       |
| 4                                  | 121    | AJ Barner                             | TE                                    | Michigan                              | From Denver Broncos                   |
| 5                                  | 136    | Nehemiah Pritchett                    | CB                                    | Auburn                                | From Denver Broncos                   |
| 5                                  | 152    | Scambiata con i Washington Commanders | Scambiata con i Washington Commanders | Scambiata con i Washington Commanders | Scambiata con i Washington Commanders |
| 6                                  | 179    | Sataoa Laumea                         | OG                                    | Utah                                  | Dai Washington Commanders             |
| 6                                  | 192    | D.J. James                            | CB                                    | Auburn                                |                                       |
| 6                                  | 207    | Michael Jerrell                       | OT                                    | Findlay                               | Dai Denver Broncos                    |
| 7                                  | 235    | Scambiata con i Denver Broncos        | Scambiata con i Denver Broncos        | Scambiata con i Denver Broncos        | Scambiata con i Denver Broncos        |

## Staff
| Staff dei Seattle Seahawks nel 2024 |
| --- |
| Organi dirigenziali - Proprietà – Fondo di Paul Allen - Chairwoman – Jody Allen - Vice chairman – Bert Kolde - Presidente – Chuck Arnold - Presidente delle operazioni del football/general manager – John Schneider - Assistente general manager – Nolan Teasley - Vice presidente dell'amministrazione del football – Matt Thomas - Vice presidente del personale dei giocatori – Trent Kirchner - Direttore senior del personale dei giocatori – Matt Berry - Direttore degli osservatori del college – Aaron Hineline - Direttore degli osservatori dei professionisti – Willie Schneider - Assistente del direttore degli osservatori del college – Jason Barnes - Assistente del direttore del personale professionistico - D.J. Hord Capo allenatore - Capo-allenatore – Mike Macdonald - Assistente capo-allenatore - Leslie Frazier Altri allenatori - Prepararatore atletico – Ivan Lewis - Assistente p.a. – Thomas Garcia - Assistente p.a. – Mark Philipp - Assistente p.a. – Grant Steen - Assistente p.a. – Danny Van Dijk - Assistente p.a. – Jamie Yanchar Allenatori dell'attacco - Coordinatore offensivo – Ryan Grubb - Coordinatore gioco sui passaggi – Jake Peetz - Quarterback – Charles London - Running back – Kennedy Polamalu - Wide receiver – Frisman Jackson - Tight end – Vacante - Offensive line – Scott Huff Allenatori della difesa - Coordinatore difensivo – Aden Durde - Defensive line – Vacante - Outside linebacker – Vacante - Inside linebacker – Kirk Olivadotti - Coordinatore difensivo gioco sui passaggi/defensive back – Karl Scott Allenatori dello special team - Coordinatore special team – Jay Harbaugh - Assistente special team – Devin Fitzsimmons |

## Roster
| Roster dei Seattle Seahawks nel 2024 |
| --- |
| Quarterback - 6 Sam Howell - 7 Geno Smith Running Back - 26 Zach Charbonnet - 25 Kenny McIntosh - 9 Kenneth Walker III Wide Receiver - 19 Jake Bobo - 16 Tyler Lockett - 14 D.K. Metcalf - 1 Laviska Shenault - 11 Jaxon Smith-Njigba - 82 Cody White - 83 Dareke Young Tight End - 88 AJ Barner - 86 Pharaoh Brown - 87 Noah Fant - 38 Brady Russell Offensive Linemen - 67 Charles Cross LT - 64 Christian Haynes RG - 65 Michael Jerrell RT - 63 Sataoa Laumea LG - 72 Abraham Lucas RT - 51 Olusegun Oluwatimi C - 61 Jalen Sundell C - 70 Laken Tomlinson LG Defensive Linemen - 97 Johnathan Hankins DT - 55 Dre'Mont Jones DE - 94 Mike Morris - 91 Byron Murphy II DT - 90 Jarran Reed NT - 98 Roy Robertson-Harris DT - 99 Leonard Williams DE Linebacker - 50 Trevis Gipson OLB - 58 Derick Hall OLB - 13 Ernest Jones ILB - 48 Tyrice Knight ILB - 53 Boye Mafe OLB - 52 Patrick O'Connell ILB - 18 Josh Ross LB - 42 Drake Thomas ILB Defensive Back - 22 Tre Brown CB - 8 Coby Bryant FS - 30 A.J. Finley S - 2 Rayshawn Jenkins SS - 29 Josh Jobe CB - 20 Julian Love FS - 28 Nehemiah Pritchett CB - 32 Jerrick Reed II FS - 33 Dee Williams CB - 21 Devon Witherspoon CB - 27 Riq Woolen CB Special Team - 4 Michael Dickson P - 5 Jason Myers K - 41 Chris Stoll LS Lista delle riserve - 75 Anthony Bradford RG (IR) - 23 Artie Burns CB (IR) - 74 George Fant RT (IR) - 78 Stone Forsythe RT (IR) - 10 Uchenna Nwosu OLB (IR) - 49 Joshua Onujiogu OLB (IR) - 24 K'Von Wallace SS (IR) - 93 Cameron Young NT (IR) Squadra di allenamento - 92 Quinton Bohanna DT - 81 Miles Boykin WR - 35 Bump Cooper Jr. CB - 66 McClendon Curtis RT - 15 Jaren Hall QB - 84 N'Keal Harry TE - 36 George Holani RB - 98 DeVere Levelston DE - 85 Tyler Mabry TE - 77 Kenneth Odumegwu OLB - 39 Ty Okada FS - 73 Jason Peters LT - 76 Brandon Pili NT - 17 John Rhys Plumlee QB - 0 Cornell Powell WR - 44 Jamie Sheriff OLB (Practice squad/Injured) - 59 Tyreke Smith OLB - 37 Damarion Williams CB Roster aggiornato al 29 novembre 2024 53 attivi, 8 inattivi, 16 nella squadra di allenamento |
| Legenda - I rookie sono in corsivo. - Il primo ruolo è il principale mentre gli eventuali successivi indicano i ruoli secondari. - (IR) sta per Injured Reserve ed indica la lista ristretta per un solo giocatore infortunato che può tornare ad allenarsi dopo la settimana 6 e a rientrare in prima squadra dopo che questa ha giocato 8 partite. - (NF-Inj.) / (NF-Ill.) stanno rispettivamente per Non-Football Injured e Non-Football Illness ed indicano le liste dove viene inserito un giocatore che ha un infortunio o una malattia non dipendente dal football americano. - (PUP) sta per Physically Unable to Perform ed indica la lista dove viene inserito un giocatore mentre è in attesa di recuperare la condizione fisica. Nella stagione regolare dopo la sesta partita giocata dalla propria squadra, il giocatore ha tempo tre settimane per riprendere ad allenarsi, più tre settimane aggiuntive dal suo rientro agli allenamenti per rientrare in prima squadra. |

## Precampionato
Il 15 maggio 2024, insieme al calendario della stagione regolare, furono annunciate le gare del precampionato.
| Precampionato |           |           |                        |           |        |                |               |         |
| Settimana     | Data      | Ora (PT)  | Avversario             | Risultato | Record | Stadio         | TV            | Sintesi |
| 1             | 10 agosto | 4:00 p.m. | @ Los Angeles Chargers | V 16-3    | 1-0    | SoFi Stadium   | King-TV (NBC) | Sintesi |
| 2             | 17 agosto | 4:00 p.m. | @ Tennessee Titans     | S 15-16   | 1-1    | Nissan Stadium | King-TV (NBC) | Sintesi |
| 3             | 24 agosto | 7:00 p.m. | Cleveland Browns       | V 37-33   | 2-1    | Lumen Field    | King-TV (NBC) | Sintesi |

## Stagione regolare

### Calendario
Il calendario della stagione regolare fu reso noto il 15 maggio 2024. Data e orario della gara di settimana 18 furono definiti il 29 dicembre, subito dopo lo svolgimento del diciassettesimo turno.
| Stagione regolare |                    |                    |                         |                    |                    |                       |                    |                    |
| Settimana         | Data               | Ora (PT)           | Avversario              | Risultato          | Record             | Stadio                | TV                 | Sintesi            |
| 1                 | 8 settembre        | 1:05 p.m.          | Denver Broncos          | V 26-20            | 1-0                | Lumen Field           | CBS                | Sintesi            |
| 2                 | 15 settembre       | 10:00 a.m.         | @ New England Patriots  | V 23-20 (DTS)      | 2-0                | Gillette Stadium      | Fox                | Sintesi            |
| 3                 | 22 settembre       | 1:05 p.m.          | Miami Dolphins          | V 24-3             | 3-0                | Lumen Field           | CBS                | Sintesi            |
| 4                 | 30 settembre       | 5:15 p.m.          | @ Detroit Lions (M)     | S 29-42            | 3-1                | Ford Field            | ABC                | Sintesi            |
| 5                 | 6 ottobre          | 1:25 p.m.          | New York Giants         | S 20-29            | 3-2                | Lumen Field           | CBS                | Sintesi            |
| 6                 | 10 ottobre         | 5:15 p.m.          | San Francisco 49ers (T) | S 24-36            | 3-3                | Lumen Field           | Prime Video        | Sintesi            |
| 7                 | 20 ottobre         | 10:00 a.m.         | @ Atlanta Falcons       | V 34-14            | 4-3                | Mercedes-Benz Stadium | Fox                | Sintesi            |
| 8                 | 27 ottobre         | 1:05 p.m.          | Buffalo Bills           | S 10-31            | 4-4                | Lumen Field           | Fox                | Sintesi            |
| 9                 | 3 novembre         | 1:25 p.m.          | Los Angeles Rams        | S 20-26 (DTS)      | 4-5                | Lumen Field           | Fox                | Sintesi            |
| 10                | Settimana di pausa | Settimana di pausa | Settimana di pausa      | Settimana di pausa | Settimana di pausa | Settimana di pausa    | Settimana di pausa | Settimana di pausa |
| 11                | 17 novembre        | 1:05 p.m.          | @ San Francisco 49ers   | V 20-17            | 5-5                | Levi's Stadium        | Fox                | Sintesi            |
| 12                | 24 novembre        | 1:25 p.m.          | Arizona Cardinals       | V 16-6             | 6-5                | Lumen Field           | Fox                | Sintesi            |
| 13                | 1º dicembre        | 10:00 a.m.         | @ New York Jets         | V 26-21            | 7-5                | MetLife Stadium       | Fox                | Sintesi            |
| 14                | 8 dicembre         | 1:05 p.m.          | @ Arizona Cardinals     | V 30-18            | 8-5                | State Farm Stadium    | CBS                | Sintesi            |
| 15                | 15 dicembre        | 5:20 p.m.          | Green Bay Packers (S)   | S 13-30            | 8-6                | Lumen Field           | NBC                | Sintesi            |
| 16                | 22 dicembre        | 1:05 p.m.          | Minnesota Vikings       | S 24-27            | 8-7                | Lumen Field           | Fox                | Sintesi            |
| 17                | 26 dicembre        | 5:15 p.m.          | @ Chicago Bears (T)     | V 6-3              | 9-7                | Soldier Field         | Prime Video        | Sintesi            |
| 18                | 5 gennaio          | 1:25 p.m.          | @ Los Angeles Rams      | V 30-25            | 10-7               | SoFi Stadium          | Fox                | Sintesi            |

Note:
- Gli avversari della propria division sono in grassetto.
- Il simbolo "@" indica una partita giocata in trasferta.
- (M) indica il Monday Night Football, (T) il Thursday Night Football e (S) il Sunday Night Football.

## Premi

### Pro Bowl
Il cornerback Devon Witherspoon, alla seconda selezione consecutiva, fu inizialmente l'unico giocatore della squadra a venire convocato per il Pro Bowl. In seguito furono selezionati anche Leonard Williams al posto di Jalen Carter, impegnato nel Super Bowl LIX, e Jaxon Smith-Njigba, al posto dell'infortunato Terry McLaurin.

### Premi settimanali e mensili
- Coby Bryant:

difensore della NFC della settimana 12
- Leonard Williams:

difensore della NFC della settimana 13
difensore della NFC del mese di dicembre/gennaio
- Zach Charbonnet:

running back della settimana 14
- Tyrice Knight:

rookie della settimana 14

## Leader della squadra
| Leader della squadra   |                                    |           |
| Categoria              | Giocatore                          | N.        |
| Yard passate           | Geno Smith                         | 4.320†    |
| Touchdown passati      | Geno Smith                         | 21        |
| Yard corse             | Kenneth Walker III                 | 573 yard  |
| Touchdown su corsa     | Zach Charbonnet                    | 8         |
| Ricezioni              | Jaxon Smith-Njigba                 | 100†      |
| Yard ricevute          | Jaxon Smith-Njigba                 | 1.130     |
| Touchdown su ricezione | Jaxon Smith-Njigba                 | 6         |
| Tackle totali          | Julian Love                        | 109       |
| Sack                   | Leonard Williams                   | 11,0      |
| Intercetti             | Julian Love Coby Bryant Riq Woolen | 3         |
| Punti segnati          | Jason Myers                        | 141 punti |

† Nuovo record di franchigia
† Record di franchigia pareggiato